# Sárgabajszú bülbül
A sárgabajszú bülbül (Eurillas latirostris)  a madarak (Aves) osztályának verébalakúak (Passeriformes) rendjébe, ezen belül a bülbülfélék (Pycnonotidae) családjába tartozó faj.

## Rendszerezése
A fajt Hugh Edwin Strickland német ornitológus írta le 1844-ben, az Andropadus nembe Andropadus latirostris néven. Sorolták a Pycnonotus nembe Pycnonotus latirostris néven is.

## Alfajok
- Eurillas latirostris australis (Moreau, 1941) - Tanzánia
- Eurillas latirostris congener (Reichenow, 1897) – délnyugat-Szenegáltól és nyugat-Guineától délnyugat-Nigériáig;
- Eurillas latirostris latirostris (Strickland, 1844) – délkelet-Nigériától és a Bioko-szigettől dél-Dél-Szudánig, közép-Kenyáig, észak-Angoláig, délközép-Kongói Demokratikus Köztársaságig és észak-Burundiig, észak-, északnyugat és nyugat-Tanzánia.

## Előfordulása
Afrika nyugati és középső részén, Angola, Bissau-Guinea, Burundi, Dél-Szudán, Egyenlítői-Guinea, Elefántcsontpart, Gabon, Ghána, Guinea, Kamerun, Kenya, a Kongói Demokratikus Köztársaság, a Kongói Köztársaság, a Közép-afrikai Köztársaság, Libéria, Nigéria, Ruanda, Sierra Leone, Szenegál, Tanzánia, Togo és Uganda területén honos. 
Természetes élőhelyei a szubtrópusi vagy trópusi síkvidéki és hegyi esőerdők, száraz erdők, szavannák és cserjések, valamint ültetvények és vidéki kertek. Nem vonuló, de kóborló faj.

## Megjelenése
Testhossza 17 centiméter, a hím testtömege 23–35 gramm, a tojóé 23–32 gramm.

## Életmódja
Gyümölcsökkel, rovarokkal, csigákkal és apró gerincesekkel (békákkal és gekkókkal) táplálkozik.

## Természetvédelmi helyzete
Az elterjedési területe rendkívül nagy, egyedszáma pedig stabil. A Természetvédelmi Világszövetség Vörös listáján nem fenyegetett fajként szerepel.